# TACR3
TACR3 (англ. Tachykinin receptor 3) – білок, який кодується однойменним геном, розташованим у людей на короткому плечі 4-ї хромосоми. Довжина поліпептидного ланцюга білка становить 465 амінокислот, а молекулярна маса — 52 202.
| 10         |  | 20         |  | 30         |  | 40         |  | 50         |
| ---------- |  | ---------- |  | ---------- |  | ---------- |  | ---------- |
| MATLPAAETW |  | IDGGGGVGAD |  | AVNLTASLAA |  | GAATGAVETG |  | WLQLLDQAGN |
| LSSSPSALGL |  | PVASPAPSQP |  | WANLTNQFVQ |  | PSWRIALWSL |  | AYGVVVAVAV |
| LGNLIVIWII |  | LAHKRMRTVT |  | NYFLVNLAFS |  | DASMAAFNTL |  | VNFIYALHSE |
| WYFGANYCRF |  | QNFFPITAVF |  | ASIYSMTAIA |  | VDRYMAIIDP |  | LKPRLSATAT |
| KIVIGSIWIL |  | AFLLAFPQCL |  | YSKTKVMPGR |  | TLCFVQWPEG |  | PKQHFTYHII |
| VIILVYCFPL |  | LIMGITYTIV |  | GITLWGGEIP |  | GDTCDKYHEQ |  | LKAKRKVVKM |
| MIIVVMTFAI |  | CWLPYHIYFI |  | LTAIYQQLNR |  | WKYIQQVYLA |  | SFWLAMSSTM |
| YNPIIYCCLN |  | KRFRAGFKRA |  | FRWCPFIKVS |  | SYDELELKTT |  | RFHPNRQSSM |
| YTVTRMESMT |  | VVFDPNDADT |  | TRSSRKKRAT |  | PRDPSFNGCS |  | RRNSKSASAT |
| SSFISSPYTS |  | VDEYS      |  |            |  |            |  |            |

A: Аланін

C: Цистеїн

D: Аспарагінова кислота

E: Глутамінова кислота

F: Фенілаланін

G: Гліцин

H: Гістидин

I: Ізолейцин

K: Лізин

L: Лейцин

M: Метіонін

N: Аспарагін

P: Пролін

Q: Глутамін

R: Аргінін

S: Серин

T: Треонін

V: Валін

W: Триптофан

Кодований геном білок за функціями належить до рецепторів, g-білокспряжених рецепторів, білків внутрішньоклітинного сигналінгу. 
Задіяний у такому біологічному процесі як поліморфізм. 
Локалізований у клітинній мембрані, мембрані.